# 苏联军校学员

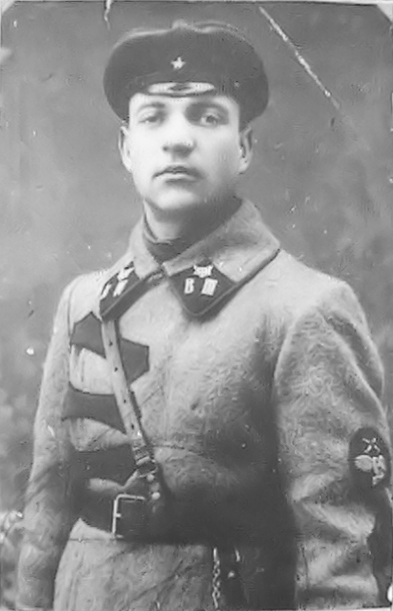
1923年圣彼得堡红军汽车装甲坦克高等军事学校 学员亚历山大·伊里奇·利久科夫。领章上的字母«В» 与«Ш»是高等学校（высшая школа）的缩写.

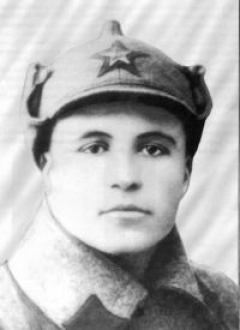
1938年乌里扬诺夫斯克近卫高等坦克指挥学校学员德米特里·拉夫里年科

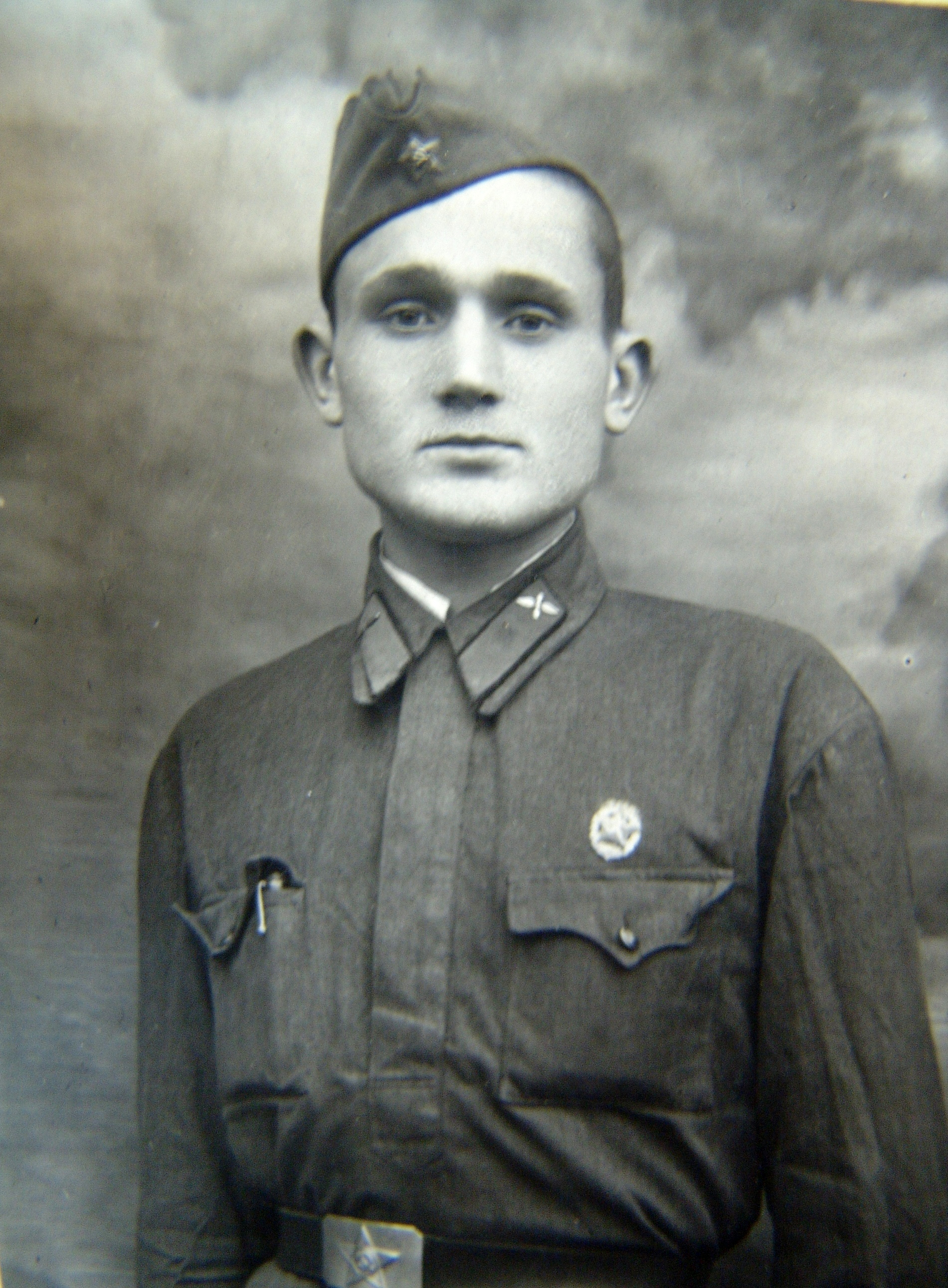
1941年11月阿拉特里 (俄罗斯)飞行训练学校的学员。

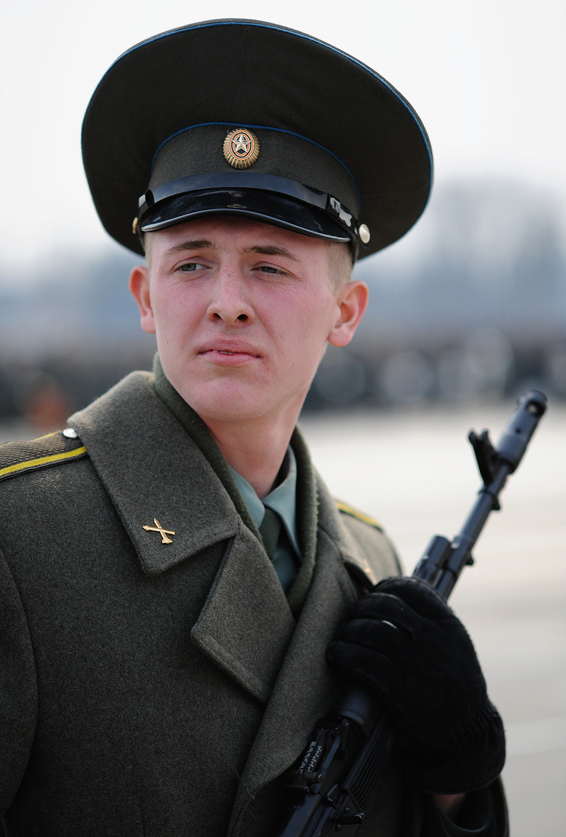
2011年俄联邦的军校学员。

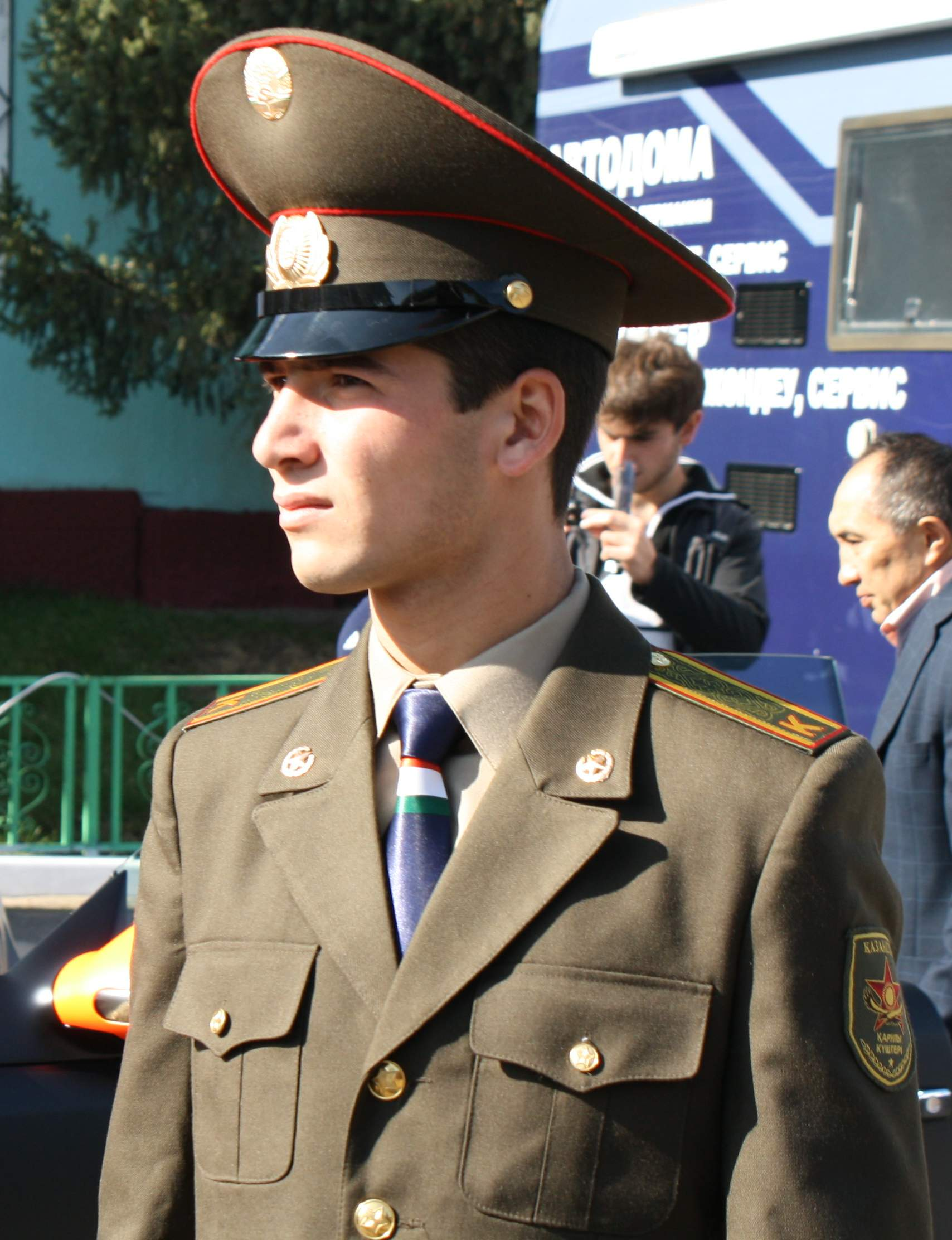
在哈萨克斯坦军校中的塔吉克斯坦籍学员。

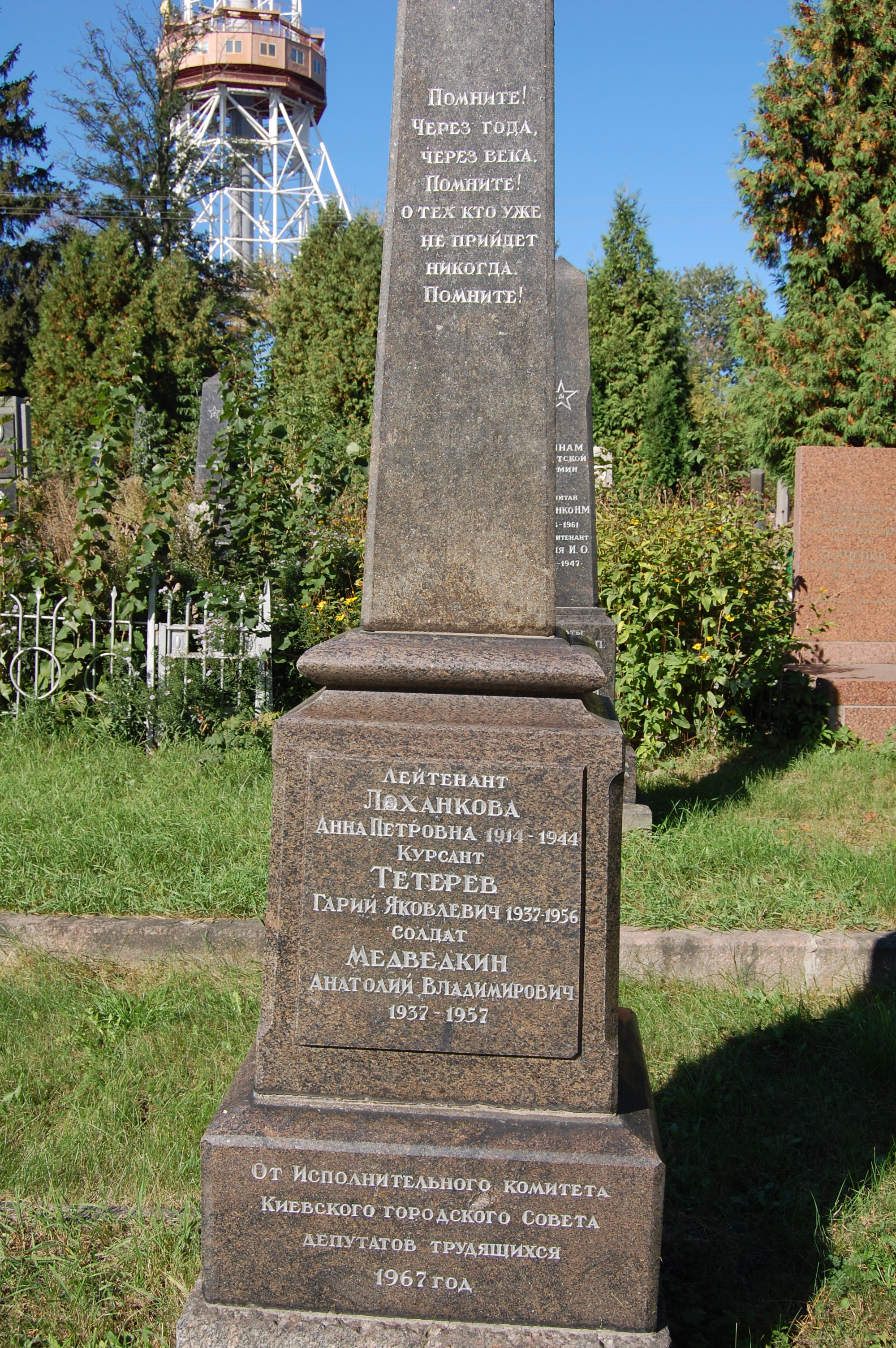
阵亡学员纪念碑。

苏联军事院校的学员（курсант），是十月革命后废除了沙俄军队的士官生制度后，于1918年设立的军人级衔。一直延续到今。
该词来源于俄语курс，意为教育课程。肩章上采用首字母缩写为“К”。

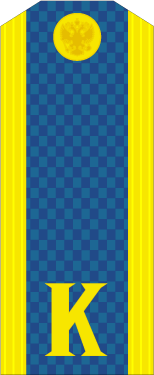
1994年至2010年俄军空军、空降兵列兵级学员常服肩章。
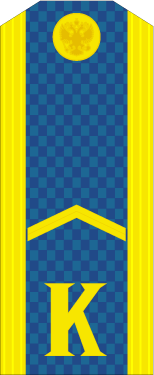
1994年至2010年俄军空军、空降兵上等兵级学员常服肩章。
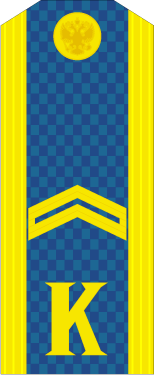
...下士 ...
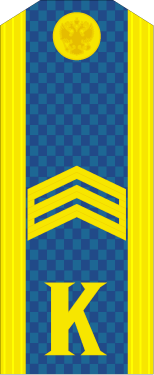
... 中士 ...
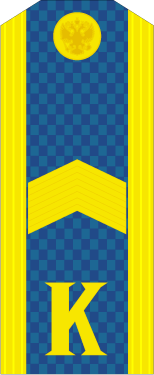
... 上士 ...
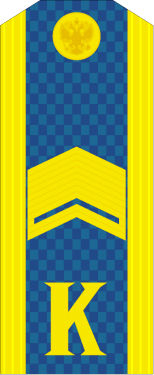
... 大士 ...
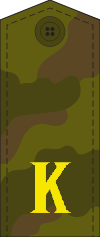
1994年至2010年俄军陆军学员野战肩章
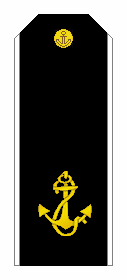
1994年至2010年俄军学员常服肩章
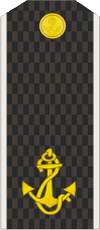
1994年至2010年俄军学员常服肩章